# Ptychogastriidae
Famille
Synonymes
- Pectyllidae Haeckel, 1879[1]
- Ptychogastridae Mayer, 1910[1]

Ptychogastriidae est une famille de l'ordre des Trachymedusae (méduses).

## Liste des genres
Selon World Register of Marine Species (26 février 2019) :
- genre Glaciambulata Galea, 2016
- genre Ptychogastria Allman, 1878
- genre Tesserogastria Beyer, 1958